# Docalidia iacula
Docalidia iacula är en insektsart som beskrevs av Nielson 1979. Docalidia iacula ingår i släktet Docalidia och familjen dvärgstritar. Inga underarter finns listade i Catalogue of Life.